# Sybrandus van Noordt

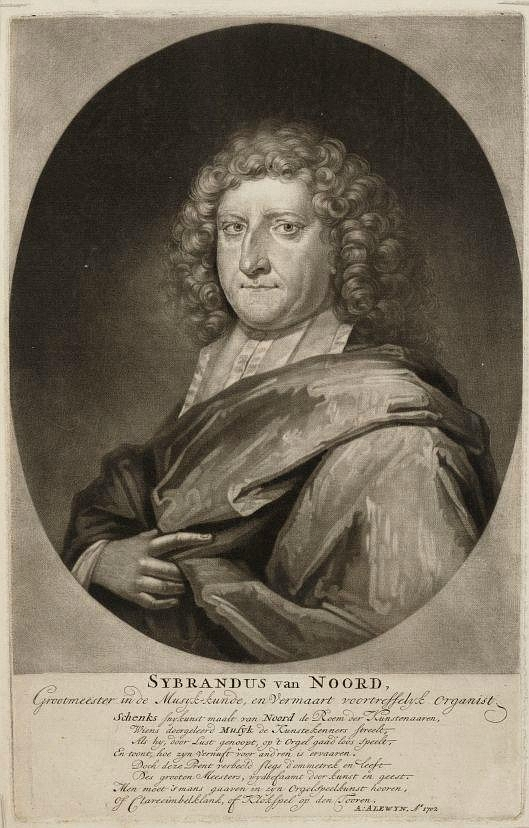
Sybrandus van Noordt.

Sybrandus van Noordt (Amsterdam, 10 agosto 1659 – Amsterdam, 25 febbraio 1705) è stato un compositore, clavicembalista e organista olandese.

## Biografia
Nato nel 1659, Sybrandus van Noordt crebbe in una famiglia di musicisti. Fu organista ad Amsterdam dal 1679 al 1692 e ad Haarlem dal 1692 al 1694. In seguito tornò ad Amsterdam, dove rimase fino alla morte.
Di van Noordt sono sopravvissute soltanto tre composizioni, datate fra il 1701 e il 1705, caratterizzate da una spiccata influenza italiana mista a un inconfondibile stile nordico. La prima composizione è una sonata per flauto dolce e basso continuo, la seconda è una sonata pubblicata sia per violino e continuo che per due violini, mentre la terza è una sonata per clavicembalo solista.
Sybrandus van Noordt morì ad Amsterdam nel 1705.